# Neptis lizana
Neptis lizana är en fjärilsart som beskrevs av Hans Fruhstorfer 1913. Neptis lizana ingår i släktet Neptis och familjen praktfjärilar. Inga underarter finns listade i Catalogue of Life.